# Fodjo Kadjo Abo
Fodjo Kadjo Abo est né, le 1er janvier 1959 à Adoumkrom, un village Abron situé dans le Nord-Est de la Côte d'Ivoire. C'est un homme de lettres et un magistrat de profession.

## Biographie
Fodjo Kadjo Abo est un écrivain ivoirien, magistrat de profession (magistrat hors hiérarchie du groupe A), il occupe actuellement la fonction d'Inspecteur général des services judiciaires et pénitentiaires. L'écrivain-magistrat compte de même dans son sillage diverses nominations dans la haute administration ; il a été Directeur de cabinet du ministère de la Justice (en), des Droits de l’Homme et des libertés publiques.
En plus de ses responsabilités coutumières et associatives, qui font de lui le chef du village d'Adoumkrom et le président de l'association des chefs traditionnels de la sous-préfecture d'Appimandoum dans le département de Bondoukou, région du Gontougo, Fodjo Kadjo Abo est l'auteur de plus d'une dizaine d'ouvrages. Une production littéraire qui a été récompensée en 2017 par le deuxième laurier du prix d'excellence pour la Littérature, reçu des mains du ministre de la Culture et de la Francophonie, Maurice Bandaman, à l'initiative du président de la République Alassane Ouattara.
L'œuvre de Fodjo Kadjo Abo est essentiellement constituée d'essais portant sur les phénomènes de société et les débats qui en résultent. Ce qui fait dire de lui qu'il est un auteur moraliste qui prêche la vertu et le respect des bonnes mœurs. La corruption et ses conséquences est un des sujets qui le préoccupent particulièrement.

## Distinctions
- Deuxième prix d'excellence  en Littérature (2017).
- Lauréat du Grand Prix Africain Félix Houphouët-Boigny du meilleur Inspecteur général des Services Judiciaires et Pénitentiaires de la décennie dans l’espace UEMOA, décerné le 29 novembre 2024 par Grace Mondiale Group[7].
- Laurier-proVerbe attribué en 2025 pour l'ensemble de son œuvre[8].
- Finaliste dans la catégorie Recherche des Grands prix des associations littéraires (GPAL 2015).

## Hommages
- Commandeur de l'ordre du mérite de la fonction publique de Côte d'Ivoire ;

- Officier de l'Ordre national de Côte d'Ivoire ;

- Chevalier de l'Ordre du mérite culturel de Côte d'Ivoire[9].
- Commandeur de l’Ordre du Mérite de la Justice de Côte d'Ivoire[10].
- Docteur Honoris Causa du Centre de Valorisation Professionnelle de Tunis, titre décerné le 13 novembre 2024[7].
- Membre d’honneur de l’Institut Africain de Recherche Pluridisciplinaire Appliquée.

## Œuvres
- Pour un Véritable réflexe patriotique en Afrique : le cas ivoirien (2002, 2005)[11] ;

- Lettres confessionnelles (2005) ;

- Quand l’ambition fait perdre la raison (2007) ;

- Que reste-t-il de l’autorité en Afrique (2008)[12];

- La pratique de la terreur au nom de la démocratie (2009)[13];

- Vérités sacrilèges (2014) ;

- Que ne ferait-on pas pour du pognon (2015)[14];

- Quand le malheur devient une aubaine (2015) ;

- Au nom de la politique (2016) ;

- Au secours des alliances interethniques (2017) ;

- Aventure suicidaire (2019)[7]

- Mon grand-père me disait (2021)[15]

- L'apocalypse n'a pas eu lieu (2023)[16]
- Ma grand-mère me disait (2025)